# Kowtow

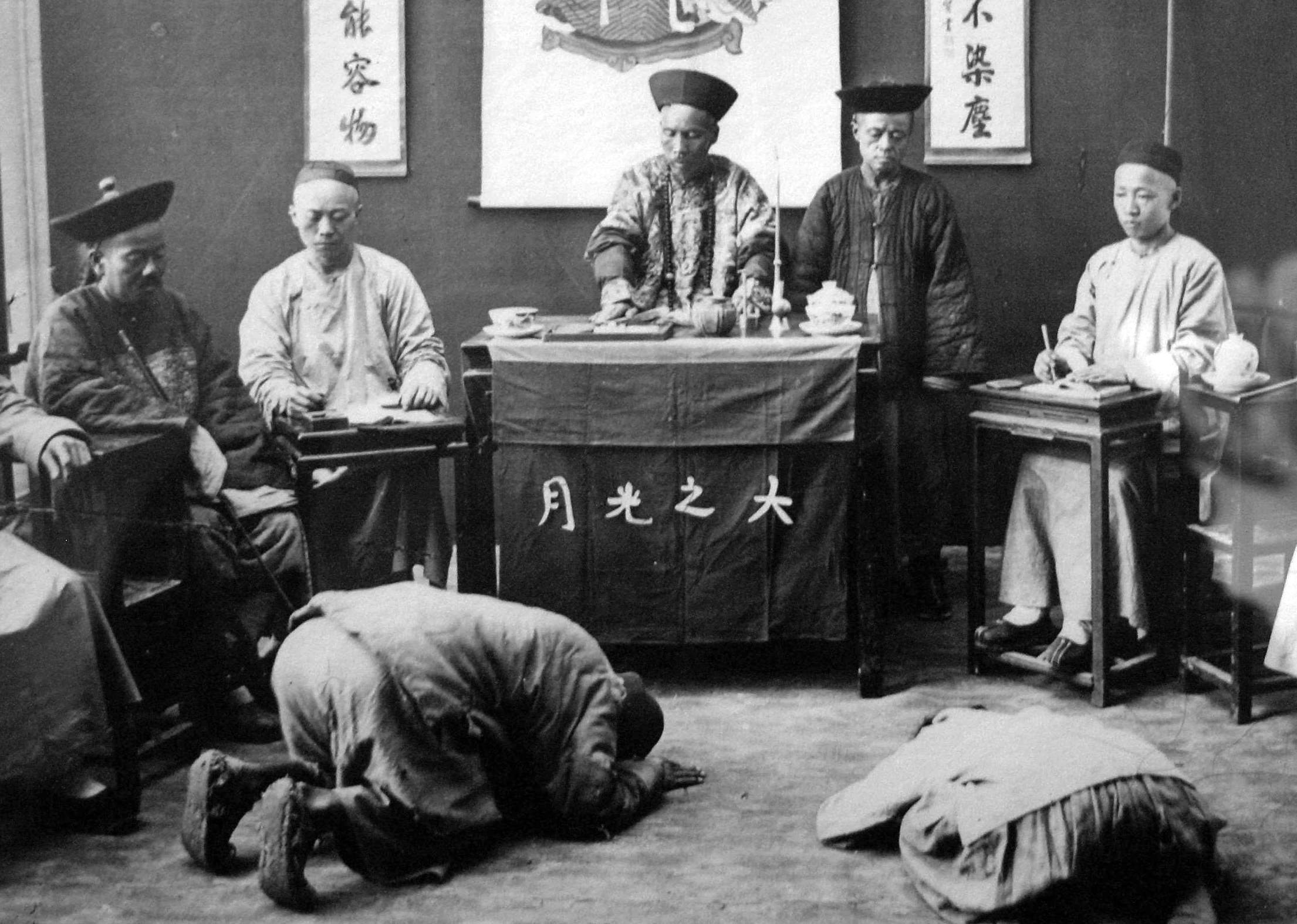
Kowtow lors d'une séance de tribunal tenu par le magistrat de comté (la plus petite subdivision administrative chinois) en 1889.

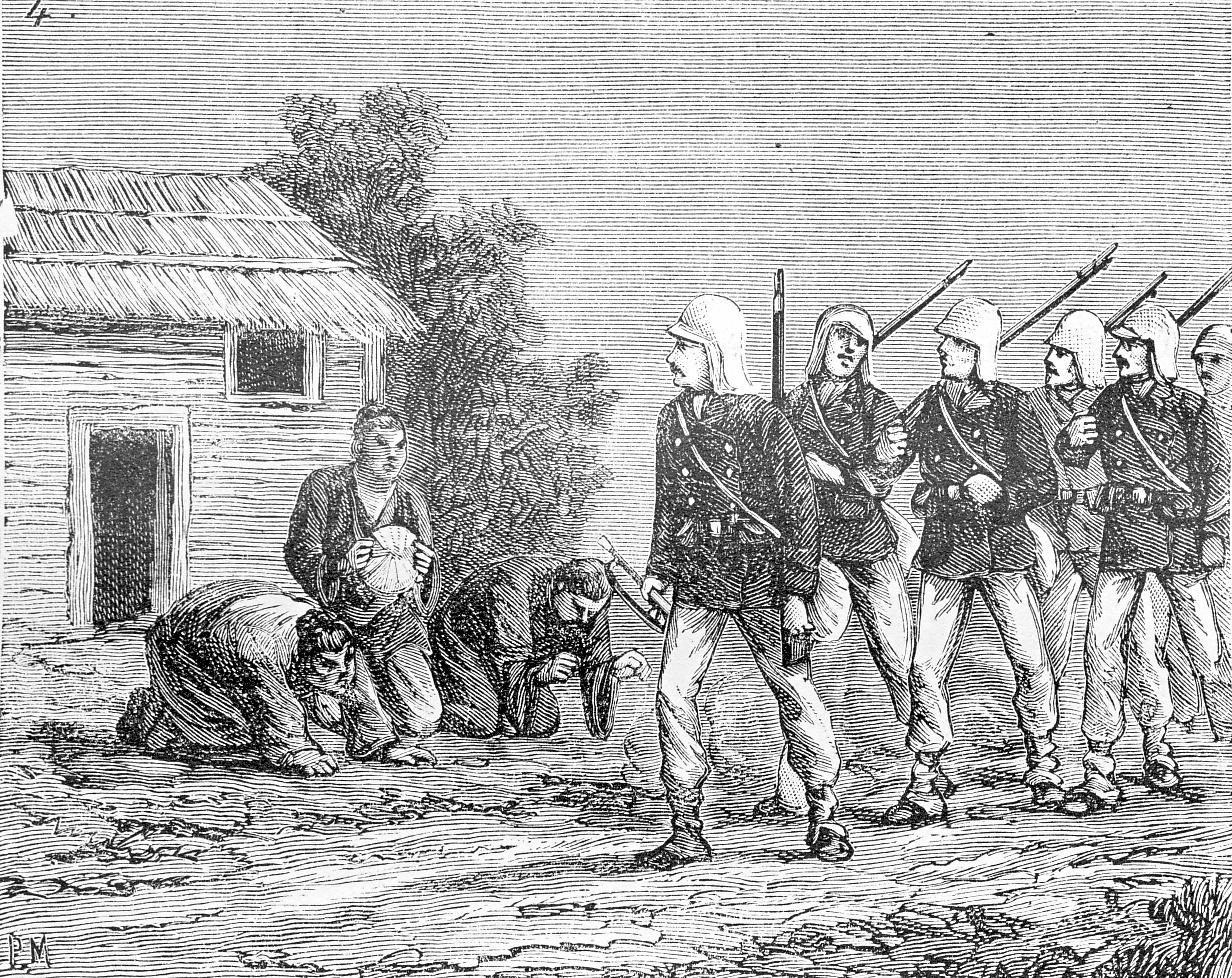
Villageois tonkinois faisant un kowtow aux soldats français en 1884, Expédition du Tonkin.

Le kowtow (chinois simplifié : 叩头 ; chinois traditionnel : 叩頭 ; pinyin : kòu tóu ; cantonais Jyutping : kau³ tau⁴ ; cantonais Yale : kau tàuh ; pe̍h-ōe-jī : khàu-thâu, API pour le mandarin : kʰoʊ̯⁵¹ tʰoʊ̯³⁵, pour le cantonais : kʰɐu³³ tʰɐu²¹) est un geste signe de profond respect qui consiste pour la personne qui l'exécute à se mettre à genoux et à s'incliner de manière que sa tête touche le sol.

## Description
Dans le protocole de la Chine impériale ce geste de prosternation était effectué devant l'empereur de Chine. Le kowtow était également de rigueur lorsqu'une personne était mise en présence d'un fonctionnaire (représentant de l'Empereur) par exemple pour plaider sa cause devant un tribunal local. Dans la vie quotidienne dans la Chine moderne, ce geste n'est plus fait devant un être humain, mais peut parfois être effectué devant une sépulture pour montrer le respect manifesté au défunt. C'est un geste rituel dans les cérémonies d'initiation aux arts martiaux chinois, ou wushu (武术).
Dans la religion bouddhiste, le kowtow se pratique devant des statues ou des sépultures. Le kowtow est alors plus communément appelé « adoration avec le faîte de la tête » (頂禮) ou le « jet des cinq membres à terre » (五體投地) en référence au fait que les deux jambes, les deux bras et le front soient plaqués à terre. Ainsi, lors de certaines cérémonies, des fidèles exécutent des sessions de trois kowtows, se levant puis effectuant à nouveau le geste plusieurs fois de suite. Cette tradition est appelée « trois agenouillements suivi de neuf inclinaisons de tête » (三跪九叩). Certains pèlerins bouddhistes font durant leurs longs pèlerinages un kowtow tous les trois pas. Le chiffre trois renvoie ici aux trois joyaux du bouddhisme que sont Bouddha, Dharma et Sangha.
En baihua, ce geste a été traduit par kē tóu (磕头 / 磕頭, kē tóu, cantonais Jyutping : hap⁶ tau⁴, pe̍h-ōe-jī : kha̍p-thâu), ce qui altère sensiblement le sens de l'expression. En effet, le mot kòu signifie dans l'expression kòu tóu « se jeter à terre avec respect » alors que kē signifie simplement « toucher une surface ».
Le mot de kowtow est arrivé dans la langue anglaise, où il est devenu courant au XIXe siècle, tout d'abord pour désigner le fait de s'incliner, puis très vite pour désigner une soumission abjecte ou intéressée. De nombreux Occidentaux pensent que le kowtow a toujours eu une signification religieuse alors que dans les faits il n'en est rien. Ce geste a d'ailleurs déjà été utilisé lors de visites diplomatiques. Ainsi, selon les annales de la dynastie Chosŏn (coréennes), en 1596, le Daimyo (大名) japonais Hideyoshi Toyotomi (秀吉 豊臣) qui unifia le Japon eut à faire kowtow pour montrer son statut de vassal envers la dynastie Ming, mais ce n'est attesté par aucune source chinoise ou japonaise.
Le geste du kowtow faisait également partie de l'étiquette diplomatique entre Chinois et Européens, étant donné qu'il était nécessaire de faire kowtow avant de pouvoir être mis en présence de l'empereur de Chine, mais ce geste signifiait que l'on se soumettait à l'empereur. Cela ne posait donc pas de problèmes aux voyageurs indépendants, comme les commerçants hollandais qui ne « représentaient qu'eux-mêmes ». Les ambassades diplomatiques britanniques de George Macartney en 1793 et de William Pitt Amherst en 1816 refusèrent de faire kowtow devant l'empereur, ceci équivalant pour eux à reconnaître que le Royaume-Uni était un sujet de l'empereur.
L'étiquette japonaise comprend une posture similaire, appelée dogeza (土下座).

### Sources
- (ko) Annales de la dynastie Chosŏn